# Idrossicicloesanocarbossilato deidrogenasi
La idrossicicloesanocarbossilato deidrogenasi è un enzima appartenente alla classe delle ossidoreduttasi, che catalizza la seguente reazione:
(1S,3R,4S)-3,4-diidrossicicloesano-1-carbossilato + NAD+ ⇄ (1S,4S)-4-idrossi-3-ossocicloesano-1-carbossilato + NADH + H+
L'enzima opera sugli idrossicicloesanocarbossilati che hanno un gruppo carbossilico equatoriale al C-1, un gruppo idrossilico assiale al C-3 ed un gruppo idrossilico o carbonilico equatoriale al C-4, tra cui il (-)-chinato e (-)-shikimato.